# Du
Du (oudere vorm: thu) was in het Oud- en Middelnederlands het gewone persoonlijk voornaamwoord van de tweede persoon enkelvoud.

## Herkomst
Het Nederlandse woord du is verwant met het Latijnse woord tu, het Duitse/Zweedse/Deense/Noorse du, het Friese do, en het ouderwetse Engelse woord thou, die alle dezelfde betekenis hebben.

## Gebruik in het Oudnederlands
In een van de oudst bekende geschreven Nederlandse zinnen, vermoedelijk aan het eind van de 11e eeuw opgeschreven door een Vlaamse monnik in Kent, is de oudere vorm thu gebruikt:
Hebban olla vogala nestas hagunnan hinase hi enda thu.

## Verdringing vandudoorgij
Oorspronkelijk was in het Middelnederlands du het persoonlijk voornaamwoord in het enkelvoud en ghi (Nieuwnederlands gij) hetzelfde in het meervoud. Maar al in de 13e eeuw begonnen sommigen in de Lage Landen elkaar met de pluralis referentiae aan te spreken, een bijzonder beleefde vorm. Dit geschiedde onder invloed van het Frans dat nu nog een tegenstelling tussen vous en tu heeft. Nog in de middeleeuwen nam het gebruik van ghi toe en dat van du af.
Tegen het einde van de 16e eeuw was ghi al de regel. De vertalers van de Statenbijbel gebruikten du niet meer, en dat zal voor veel lezers een reden geweest zijn het ook niet meer te gebruiken.

## Hedendaags gebruik
Du komt nog voor in het Brabants, Limburgs, Fries, en de Saksische dialecten van Oost-Nederland, zij het soms in een ietwat andere schrijfwijze en uitspraak.
Sporen van du zijn ook nog te vinden in de Vlaamse spreektaal in ondergeschikte bijzinnen of wanneer werkwoord en persoonsvorm worden geïnverteerd in een vraag:
- Zijtde daar nog? (Zijtde gij daar nog?)
- Hebde dat gezien? (Hebde gij dat gezien?)
- Komde eten? (Komde gij eten?)
- Kondtde dat niet gezegd hebben?
- Ik waarschuw u, omdat de u anders zoudt vergissen.
- Ik zeg dat de moet zwijgen. (Ik zeg dat de gij moet zwijgen.)

De u is een doffe e (sjwa) geworden. Vaak komt de voor in combinatie met gij voor extra nadruk. Het werkwoord bij de wordt vervoegd zoals bij gij en de niet-onderwerpsvorm van de is ook dezelfde als van gij, namelijk u.
Van dit fenomeen zijn de meeste Vlamingen zich niet bewust omdat deze de steeds in één adem met het voorafgaande woord tegelijk wordt uitgesproken (zijde, ebde, komde, konde, omdadde, dadde).

### Bezittelijk voornaamwoord
Het bezittelijk voornaamwoord dijn (jouw, van jou) is behouden gebleven in de uitdrukking ‘het verschil tussen mijn en dijn niet kennen’.